# Melody of Oblivion
The Melody of Oblivion (яп. 忘却の旋律, Bōkyaku no Senritsu) — аніме-серіал, виданий студією J.C.Staff спільно з Gainax. Цей серіал виходив у ефірі з 7 квітня по 21 вересня 2004 року і складався з 24 серій.
The Melody of Oblivion відомий за велику кількість культурних відсилань до відомих джерел, таких як давньогрецька міфологія, Об'явлення Івана Богослова, буддійської практики Дзен, «Сад переплетених стежок» Хорхе Луїса Борхеса та інші.

## Сюжет
Передісторія Melody of Oblivion починається у 20-му столітті, коли людство вело і програло війну про ти істот, відомих як Монстри. У 21-му столітті Монстри правлять Землею, але вони змінили свідомість суспільства таким чином, що ніхто з тих, хто народився після війни не знає про те що вона відбулася. Діти таємничо зникають. Тільки організація під назвою Воїни Мелосу все ще веде боротьбу з Монстрами. Твір фокусується на підлітку на ім'я Бокка, який обрав шлях Воїна. Обравши цей шлях, він отримує силу, щоб боротися з жахами правління Монстрів, але жертвує своїм місцем у суспільстві.